# Джеръми Паксман
Джеръми Паксман (на английски: Jeremy Dickson Paxman, ['ʤerəmɪ 'pæksmən]) е британски журналист в БиБиСи и автор на публицистични книги, някои от които превеждани и на български. Известен е със своя остър и прям маниер на водене на интервюта за Newsnight programme.
Едно от най-известните си интервюта Паксман взема на 13 май 1997 от Майкъл Хауърд, вече бивш секретар на Министерството на вътрешните работи. По време на интервюто Паксман задава 12 пъти един и същ въпрос на Хауърд, на който той всеки път дава уклончиви отговори.
Паксман е автор на публицистичните книги:
- 1982 – A Higher Form of Killing в съавторство с Робърт Харис
- 1987 – Through the Volcanoes
- 1991 – Friends in High Places: Who Runs Britain?
- 1998 – The English: A Portrait of a People
Англичаните: Портрет на един народ (2000, Изд. „Еднорог“, ISBN 954-9745-20-1)
- 2002 – The Political Animal
Политическото животно (2003, Изд. „Еднорог“, ISBN 954-9745-64-3)
- 2006 – On Royalty
За крале и кралици (2009, Изд. „Еднорог“, ISBN 978-954-365-060-6)
- 2009 – The Victorians: Britain Through the Paintings of the Age